# João Tamagnini Barbosa
João Tamagnini de Sousa Barbosa ComC • OA • COMA • GOA (Macao, 30 de diciembre de 1883 — Lisboa, 15 de diciembre de 1948) fue un militar del Ejército Portugués, con estudios en ingeniería militar, concluidos con distinción, que ejerció diversas funciones políticas, entre las que destaca la de ministro de la República Nueva y la de presidente del Consejo de ministros tras el asesinato de Sidónio Pais. Fue también presidente del Sport Lisboa y Benfica.

## Biografía
Fue ministro del Interior, de las Colonias y de Finanzas de la «República Nueva», en los gobiernos de Sidónio Pais y de João do Canto e Castro, entre el 12 de diciembre de 1917 y el 14 de diciembre de 1918. También fue colaborador en la Gazeta das colónias (1924-1926).
Fue primer ministro de la I República tras el asesinato de Sidónio Pais, del 23 de diciembre de 1918 al 27 de enero de 1919. El 15 de febrero de 1919 fue nombrado comendador de la Orden Militar de Cristo.
El 31 de diciembre de 1920 fue condecorado oficial de la Orden Militar de Avis. Posteriormente fue ascendido a comendador el 5 de octubre de 1926 y a gran oficial el 20 de junio de 1941.
Fue elegido presidente de la mesa de la Asamblea General del Sport Lisboa y Benfica para los años de 1946/1947, en el tercer periodo como presidente de Manuel da Conceição Afonso. Tras la dimisión de este, el 30 de julio de 1946, ocupó el cargo más alto del club, tomando posesión el 25 de enero de 1947. Mantuvo el cargo hasta el día de su repentino fallecimiento, un año más tarde.
El 19 de julio de 1946 fue nombrado comendador de la Orden del Imperio Británico.